# أليكس ليندسي
أليكس ليندسي (بالإنجليزية: Alex Lindsay)‏ (8 نوفمبر 1896 بدندي في المملكة المتحدة - 1971) هو لاعب كرة قدم بريطاني (وحمل سابقاً جنسية المملكة المتحدة لبريطانيا العظمى وأيرلندا) في مركز الهجوم. لعب مع توتنهام هوتسبير وريث روفرز ونادي دندي وThames A.F.C. ‏.